# Мурзак, Василий Леонтьевич
Мурзак Василий Леонтьевич (14 апреля 1920, Сырово, Херсонская губерния — 24 января 1996, Кривой Рог, Днепропетровская область) — советский металлург, машинист вагона-весов доменного цеха завода «Криворожсталь». Герой Социалистического Труда (1958).

## Биография
Родился 14 апреля 1920 года в селе Сырово (ныне Врадиевского района Николаевской области Украины).
Образование неоконченное среднее. В 1936—1940 годах работал в колхозе имени Калинина Одесской области.
Участник Великой Отечественной войны с декабря 1941 года в составе пограничных войск. Вёл борьбу с диверсантами в составе Смерша. После войны приехал в Кривой Рог, где принимал активное участие в восстановлении завода «Криворожсталь». С 1948 года начал работать на заводе машинистом загрузки доменных печей, умело использовал опыт магнитогорцев по формированию хода доменных печей. Первым овладел 40-тонными вагон-весами.
Активный участник общественной жизни города и страны. Ударник труда и новатор производства. Рационализатор и наставник. Инициатор трудовых начинаний. Участник ВДНХ и всесоюзных совещаний передовиков производства, юбилейных плавок. Участник ветеранского движения в Кривом Роге, много раз удостаивался чести зажечь факел возле монумента «Победа».
Умер 24 января 1996 года в Кривом Роге, где и похоронен на Центральном кладбище.

## Награды
- Медаль «Серп и Молот» (19.07.1958);
- Орден Ленина (19.07.1958);
- Орден Отечественной войны 1-й степени (11.03.1985);
- медаль «За трудовое отличие» (05.11.1954);
- Почётный металлург.

## Память
- В Криворожском историко-краеведческом музее находится гипсовый портрет Василия Мурзака работы 1960 года скульптора Александра Васякина[2];
- Имя на Стеле Героев в Кривом Роге.